# Camporrobles
Camporrobles (en valencien et en castillan) est une commune de la province de Valence, dans la Communauté valencienne, en Espagne. Elle est située dans la comarque de Requena-Utiel et dans la zone à prédominance linguistique castillane. Sa population s'élevait à 1 372 habitants en 2013.

## Géographie

Localisation de Camporrobles
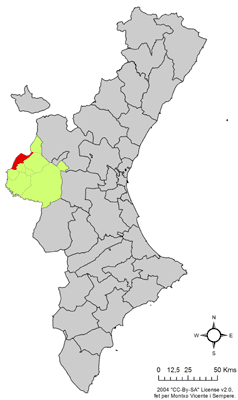
dans la Communauté valencienne.
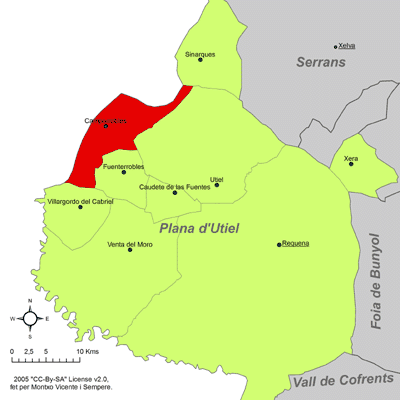
dans la comarque de Requena-Utiel.

### Localités limitrophes
Le territoire municipal de Camporrobles est voisin de celui des communes suivantes :
Sinarcas, Utiel, Fuenterrobles et Villargordo del Cabriel de la province de Valence, et Mira, Aliaguilla de la province de Cuenca.

## Démographie
La commune connaît une baisse de population importante depuis 1991 (- 8,8 %).
| 1990  | 1992  | 1994  | 1996  | 1998  | 2000  | 2002  | 2004  | 2005  |
| ----- | ----- | ----- | ----- | ----- | ----- | ----- | ----- | ----- |
| 1.552 | 1.458 | 1.471 | 1.398 | 1.379 | 1.362 | 1.378 | 1.372 | 1.373 |

### Sources
- (es) Cet article est partiellement ou en totalité issu de l’article de Wikipédia en espagnol intitulé « Camporrobles » (voir la liste des auteurs).